# Mimectatina divaricata similaris
Mimectatina divaricata similaris es una subespecie de escarabajo longicornio del género Mimectatina, tribu Desmiphorini, subfamilia Lamiinae. Fue descrita científicamente por Takakuwa en 1984.
La especie se mantiene activa durante los meses de abril, mayo, junio, julio, agosto, septiembre y octubre.

## Descripción
Mide 6,1-8 milímetros de longitud.

## Distribución
Se distribuye por Japón.